# 聯華電子
聯華電子股份有限公司（れんかでんしこふんゆうげんこうし、英語: United Microelectronics Corporation、略称は聯電、UMC）は台湾にある半導体受託製造企業（ファウンドリ）である。半導体受託製造での世界シェアは2023年時点で世界4位。

## 概要
1980年に設立され、新竹市 新竹科学工業園区、台南区、シンガポールに200 mm、300 mmウェーハ対応の半導体製造工場を持つ。2003年にはSiSを傘下に納めた。
また、日本唯一のファウンドリであったユー・エム・シー・ジャパン(UMCJ)（旧：NMBセミコンダクター→日鉄セミコンダクター→日本ファウンドリー）を傘下に持っていたが、2012年8月12日、UMCJは事業停止および解散・清算の準備に入ると発表した。2014年に富士通セミコンダクター子会社の三重富士通セミコンダクターに資本参加した。2019年10月に同社を完全子会社化しユナイテッド・セミコンダクター・ジャパン株式会社とした。
2018年11月、中国の国有企業とともにマイクロン・テクノロジのDRAM技術を盗んだとしてアメリカ合衆国司法省に起訴された。2021年11月、UMCがマイクロンに和解金を支払うことで合意した（金額は非開示）。

## エピソード
創業者の曹興誠はかつて台湾国内では親中派で知れていたが、のちにこれを改めて2020年2月にUMCの中国大陸進出への後悔も表明しており、2022年9月1日には私財10億台湾ドル（約45億円）を投じ、中国の台湾侵攻が現実となった場合に防衛を行う「民間の勇士」300万人以上を育成する計画を発表した。計画の内容は、今後3年間で、台湾軍と連携して活動できる「黒熊勇士」300万人の訓練に6億台湾ドル（約27億円）、「狙撃手」30万人の育成に4億台湾ドル（約18億円）を充てる。防弾チョッキを着て記者会見に登場した曹興誠は、中国の台湾武力行使は「意図的な虐殺、悪質な戦争犯罪、人道に対する罪」になると警告、「中国共産党の本質はフーリガンだ。彼らはソビエト連邦から暴力とうそを学んだ。中華人民共和国は、政府と国家を装ったギャング組織だ」「台湾に対する中国共産党の脅威は増大している。この脅威との戦いは、奴隷制に対する自由、権威主義に対する民主主義、野蛮に対する文明を意味する」として、台湾をもう一つの香港にしてはならないと強調した。曹興誠は、かつてシンガポールのパスポートを申請するため放棄した台湾籍を再び取得する意向を表明しており、祖国で死にたいからだと説明している。